# Giorgos Sikalias
Giorgos Sikalias (grekiska: Γεώργιος Σικαλιάς), född 25 mars 1986 i Aten, är en grekisk fotbollsmålvakt. Han spelar sedan 2019 för klubben Egaleo i grekiska superligan 2.
Sikalias har tidigare representerat bland andra klubbarna PAS Giannina, AEL 1964 och Chania.